# スタートダッシュ! (ジャニーズWESTの曲)
「スタートダッシュ!」は、ジャニーズWESTの10枚目のシングル。2018年8月15日にジャニーズ・エンタテイメントから発売。

## 概要
- 前作「プリンシパルの君へ/ドラゴンドッグ」から約5か月ぶりのシングルとなる。また、単独A面シングルの発売は2016年7月27日発売の「人生は素晴らしい」以来約2年1か月ぶりとなる。

- 初回限定盤A・B、通常盤の3種類で発売となり、それぞれ収録曲・ジャケット写真ともに異なる。

- 表題曲はテレビ東京系アニメ『キャプテン翼』(第4作)のオープニングテーマ曲である。[1]

- また、全形態に収録されているカップリング曲「アカツキ」はメンバーの重岡大毅と神山智洋が出演しているNetflix配信オリジナルドラマ『宇宙を駆けるよだか』の主題歌となっている。

- 初回限定盤Aには、表題曲のMusic Clip & Makingを収録。

- 初回限定盤Bには、「アカツキ」のMusic Clip & Makingとオリジナル・カラオケ2曲を収録。

- また、通常盤にはカップリング曲「僕らの軌跡 〜ジャニーズWEST列島縦断〜」「クチウツシ」を収録。

## 先着購入特典

### 初回限定盤A
1. ミニうちわ(紙製指抜きタイプ)

### 初回限定盤B
1. ミニポスター(B3サイズ)

### 通常盤
1. ポストカード

## 封入特典

### 初回限定盤A・B
1. 2面4Pジャケット

### 通常盤
1. 3面6Pジャケット

## チャート成績
8月14日付のオリコンデイリーランキングでは7.8万枚を売り上げ2位にランクイン。その後も3日連続でデイリー2位をキープした。
8月27日付のオリコン週間シングルランキングで12.9万枚を売り上げて2位にランクイン。前作同様欅坂46に阻まれる形で首位獲得を逃した。だが、『キャプテン翼』のオープニングテーマだったこともあり、アニメチャートでは「逆転Winner」から4作連続で首位を守る形となった。
ビルボードにおいてもHOT100・Top Singles Salesでは前作同様、欅坂46に阻まれ2位に終わったが、Hot Animationでは他の追随を許さない形で4作連続の1位を獲得した。

## 収録曲

### CD

#### 通常盤
1. スタートダッシュ!
作詞：藤林聖子 / 作曲：岩崎貴文 / 編曲：家原正樹
  - テレビ東京系アニメ『キャプテン翼』オープニングテーマ
2. アカツキ
作詞：森若香織 / 作曲：5u5h1 / 編曲：CHOKKAKU
  - 重岡大毅・神山智洋主演 Netflix配信オリジナルドラマ『宇宙を駆けるよだか』主題歌
3. 僕らの軌跡 〜ジャニーズWEST列島縦断〜
作詞：MiNE / 作曲：Takuya Harada、MiNE、Atsushi Shimada / 編曲：ha-j
4. クチウツシ
作詞：SHIROSE / 作曲：Christofer Erixon、Erik Lidbom、Doojinso / 編曲：Erik Lidbom

#### 初回限定盤A/B
1. スタートダッシュ!
2. アカツキ
3. スタートダッシュ! (オリジナル・カラオケ)
4. アカツキ (オリジナル・カラオケ)

### DVD

#### 初回限定盤A
1. 「スタートダッシュ!」 Music Clip & Making

#### 初回限定盤B
1. 「アカツキ」Music Clip & Making